# Having a Rave Up with the Yardbirds
《Having a Rave Up with the Yardbirds》, 또는 간단히 《Having a Rave Up》은 영국의 록 밴드 야드버즈의 두 번째 미국 음반이다. 이 음반은 제프 벡이 기타에서 에릭 클랩튼을 대체한 지 8개월 후인 1965년 11월에 발매되었다. 기타리스트들과 함께하는 노래들을 모두 포함하고 그 밴드의 블루스 록의 뿌리와 사이키델릭과 하드 록에 대한 그들의 초기 실험을 반영한다. 그 제목은 그들의 노래들 중 몇몇에 그 밴드가 사용했던 추진력 있는 "격찬하는" 편곡을 가리킨다.
이 음반에는 클랩튼이 리드 기타리스트였던 1964년 3월의 일부 라이브 녹음이 포함되어 있으며, 이는 밴드의 영국 데뷔 음반인 《Five Live Yardbirds》에 처음 등장했는데, 이 음반은 미국에서는 발행되지 않았다. 벡이 1965년 3월에 그룹에 합류한 후 몇 달 동안 스튜디오에서 녹음되었다. 여기에는 여러 차트 싱글이 포함되며 야드버즈의 가장 많이 복사된 편곡 중 하나인 〈The Train Kept A-Rollin'〉을 소개했다. 비록 대부분이 그룹에 의해 작성되지 않았지만, 이 노래들은 그룹의 콘서트 레퍼토리의 고정 장치가 되었고 지미 페이지가 벡을 대체한 후에도 계속 연주되었다.
1967년 그들의 《Greatest Hits》 컬렉션 다음으로, 《Having a Rave Up》은 야드버즈의 미국에서 가장 높은 차트를 기록한 음반이며 밴드의 카탈로그에 있는 다른 음반들보다 더 오랫동안 인쇄되었다. 이 음반은 다음 싱글 〈Shapes of Things〉, 후속 음반의 데모 녹음, 《Blow-Up》 사운드트랙의 벡과 페이지의 듀얼 리드 기타가 피처링한 〈Stroll On〉과 같은 보너스 자료와 함께 계속 재발행된다. 몇몇 음악 비평가들은 특히 하드 록 기타에 음반의 영향을 미쳤다고 언급했다.

## 배경
가수이자 하모니카 연주자인 키스 렐프, 리듬 기타리스트 크리스 드레야, 베이시스트 폴 샘웰스미스, 드러머 짐 매카티, 리드 기타리스트 탑 토팜이 1963년 중반 런던 근처에서 야드버즈를 결성했다. 이 밴드는 롤링 스톤스와 같은 밴드를 제작한 초기 브리티시 리듬 앤 블루스 씬의 일부였다. 머디 워터스, 하울링 울프, 보 디들리와 같은 미국 블루스 및 리듬 앤 블루스 아티스트의 노래가 초기 영국 R&B 그룹의 레퍼토리를 구성했다. 야드버즈의 세트 목록에는 〈I Wish You Would〉, 〈Smokestack Lightning〉, 〈Who Do You Love?〉, 〈You Can't Jud a Book by the Cover〉, 〈Too Much Monkey Business〉가 포함되었다.
에릭 클랩튼은 1963년 10월에 토팜을 대신하여 1964년 초까지 야드버즈는 홈 카운티 클럽 서킷에서 팔로워를 확장했다. 이 밴드는 스튜디오에서 녹음을 여러 번 시도했지만 라이브 사운드를 만족스럽게 재현할 수 없었다. 매니저 조르지오 고멜스키는 그 후 런던 마키 클럽에서 3월 공연을 녹음하도록 주선했다. 야드버즈의 라이브 쇼의 핵심 요소는 일부 노래 동안 확장된 기악 섹션이었다. 클랩튼은 "대부분의 다른 밴드가 3분짜리 노래를 연주하는 동안, 우리는 3분 숫자를 가져다가 5분이나 6분으로 늘리고, 그 시간 동안 청중들은 열광했다"라고 회상했다. "격찬"이라고 불리는 이 음악 편곡은 보통 밴드가 박자를 더블 타임으로 전환하고 악기의 즉흥성을 절정으로 구축하는 중간 악기 섹션 동안 이루어졌고, 재즈에 뿌리를 두고 있으며 야드버즈 사운드의 시그니처 부분이 되었다.

## 발매
《Having a Rave Up》은 야드버즈의 미국 레이블인 에픽 레코드에 의해 1965년 11월 15일 미국에서 발매되었다. 커버 아트 사진에는 조롱 공연에서 검은색 정장을 입고 포즈를 취하고 있는 그룹의 모습이 담겨 있다. 야드버즈의 전기 작가인 애덤 클레이슨은 이를 "격찬이라기보다는 티 댄스에 가깝다"고 비교한다. 8개월 전에 밴드를 떠난 클랩튼은 커버 아트에 사진이 찍히지 않았다. 라이너 노트는 밴드 멤버에 대한 언급이나 녹음 정보 없이 광고 카피처럼 읽힌다. 이 음반은 1965년 12월 137위로 빌보드 200 차트에 진입했고 1966년 2월 53위에 올랐다. 총 33주 동안 차트에 머물렀다. 《Having a Rave Up》은 1972년까지 인쇄되어 있었는데, 이는 에픽의 다른 야드버즈 음반보다 더 길었다.

## 곡 목록
| #  | 제목                           | 작사·작곡                    | 재생 시간 |
| -- | ------------------------------ | ---------------------------- | --------- |
| 1. | 〈You're a Better Man Than I〉 | 마이크 허그                  | 3:17      |
| 2. | 〈Evil Hearted You〉           | 그레이엄 굴드먼              | 2:24      |
| 3. | 〈I'm a Man〉                  | 보 디들리                    | 2:37      |
| 4. | 〈Still I'm Sad〉              | 폴 샘웰스미스, 짐 매카티     | 2:57      |
| 5. | 〈Heart Full of Soul〉         | 굴드먼                       | 2:38      |
| 6. | 〈The Train Kept A-Rollin'〉   | 타이니 브래드쇼, 시드 네이선 | 3:26      |

| #  | 제목                     | 작사·작곡                                         | 재생 시간 |
| -- | ------------------------ | ------------------------------------------------- | --------- |
| 1. | 〈Smokestack Lightning〉 | 하울링 울프                                       | 5:35      |
| 2. | 〈Respectable〉          | 오켈리 아이슬리, 로널드 아이슬리, 루돌프 아이슬리 | 5:28      |
| 3. | 〈I'm a Man〉            | 디들리                                            | 4:24      |
| 4. | 〈Here 'Tis〉            | 디들리                                            | 5:04      |